# لطفي الطنبولي
لطفي الطنبولي (13 فبراير 1919، الإسكندرية، مصر - 11 مايو 1982) كان رسام وعالم مصريات، نال أول جائزة له في معرض الهواة في باريس في عام 1946، وأقام 13 معرضًا فرديًا من عام 1946 إلى عام 1981، وشارك في المعارض الجماعية من عام 1964 إلى عام 1978، حصل على الزمالة الحكومية من وزارة الثقافة 1980-1981 وكان عضوًا مؤسسًا في نقابة الفنانين التشكيليين.

## سيرة شخصية
كان الطنبولي أول مصري يترأس قسم النشر في مركز التوثيق عن مصر القديمة، عُين عالم آثار مقيم أثناء نقل معبدي أبو سمبل إلى أرض مرتفعة (1964-1968).
نظم المهرجان الدولي للفنون السوداء في داكار، ومهرجان الفن الأفريقي في لاغوس، ومعرض رمسيس الثاني في باريس (1976)، ومعرض الملكات والملوك المصريين القدماء في اليابان (1978)، وكذك نظم القسم المصري بالمتحف العسكري بالقاهرة وبورسعيد.
بعد وفاته في ديسمبر 1982، افتتحت وزارة الثقافة معرضًا لأعماله في المركز الجماعي الفني بالزمالك، وفي مايو 1983 منحه الرئيس حسني مبارك بعد وفاته وسام العلوم والفنون من المرتبة الأولى. في مارس 1984 أطلق مجلس محافظة القاهرة اسمه على أحد شوارع مدينة نصر، وقدم المركز القومي للسينما عرضا لفيلم تسجيلي عن أعماله في نوفمبر 1985 بعنوان: «من الإسكندرية إلى النوبة» في مهرجان السينما المصرية الدولي. وفي أبريل 1992 أقامت وزارة الثقافة معرضًا لأعماله بمناسبة الذكرى العاشرة لوفاته في دار الأوبرا المصرية.
توجد مُعظم لوحاته في مجموعات خاصة، وفي عدد من السفارات المصرية حول العالم.

## المنشورات
- المنشورات العلمية الكاملة: المعبد الصغير لأبي سمبل (جزءان).
- المجموعة العلمية للمعابد: معبد جرف حسين الجزء الثاني والثالث والرابع.
- مجموعة الكتيبات العلمية: فساتين في مصر القديمة ومعبد أبو سمبل ومعبد كلابشة ومعبد جرف حسين.